# Kapelle Johannes Baptista

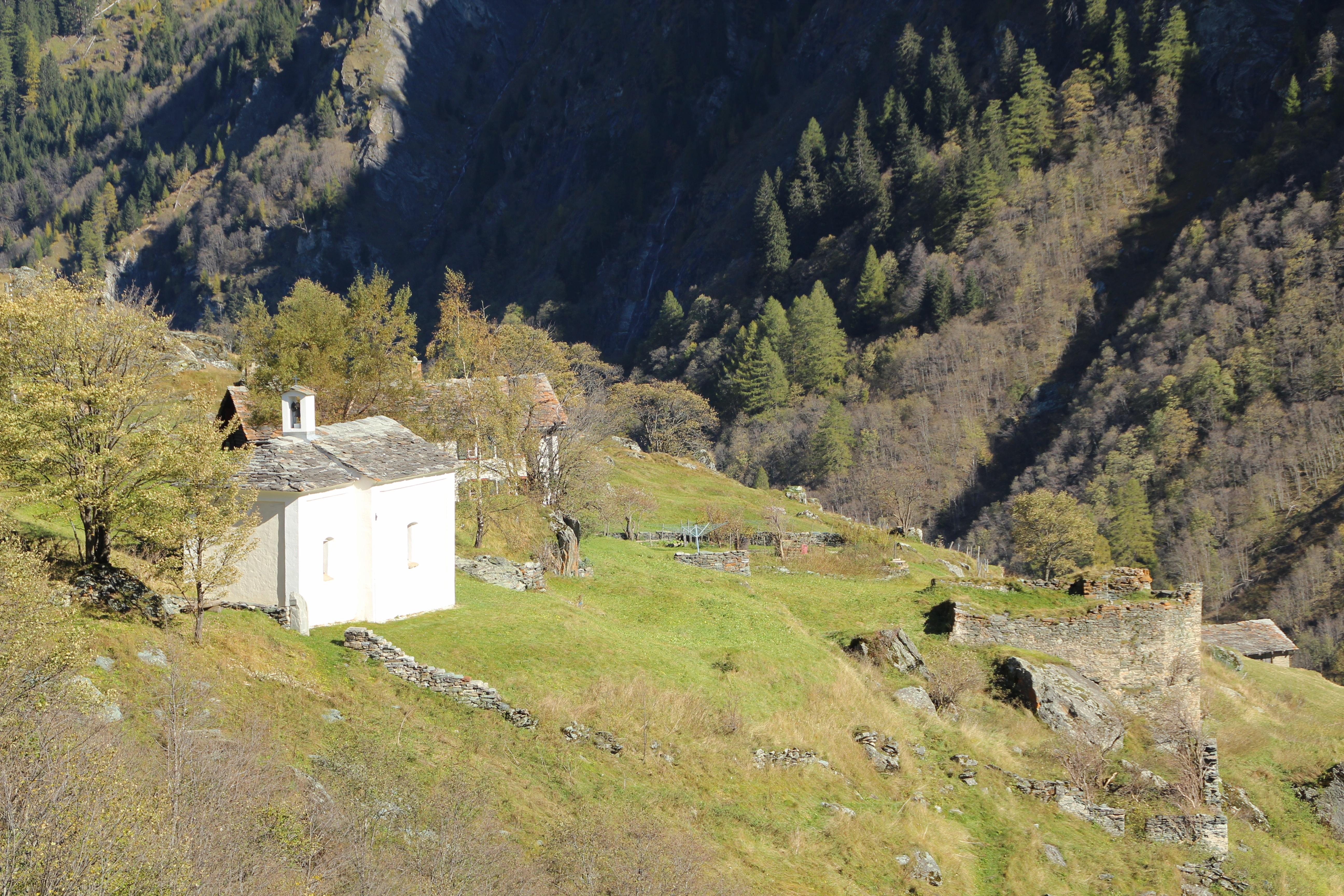
Ansicht von Westen

Die Kapelle Johannes Baptista steht oberhalb des Dorfteils Camp in Vals im schweizerischen Kanton Graubünden.

## Lage
Die von weither sichtbare Kapelle steht im Weiler Soladüra nördlich oberhalb von Camp. Sie ist Johannes dem Täufer geweiht.

## Vorgängerbau

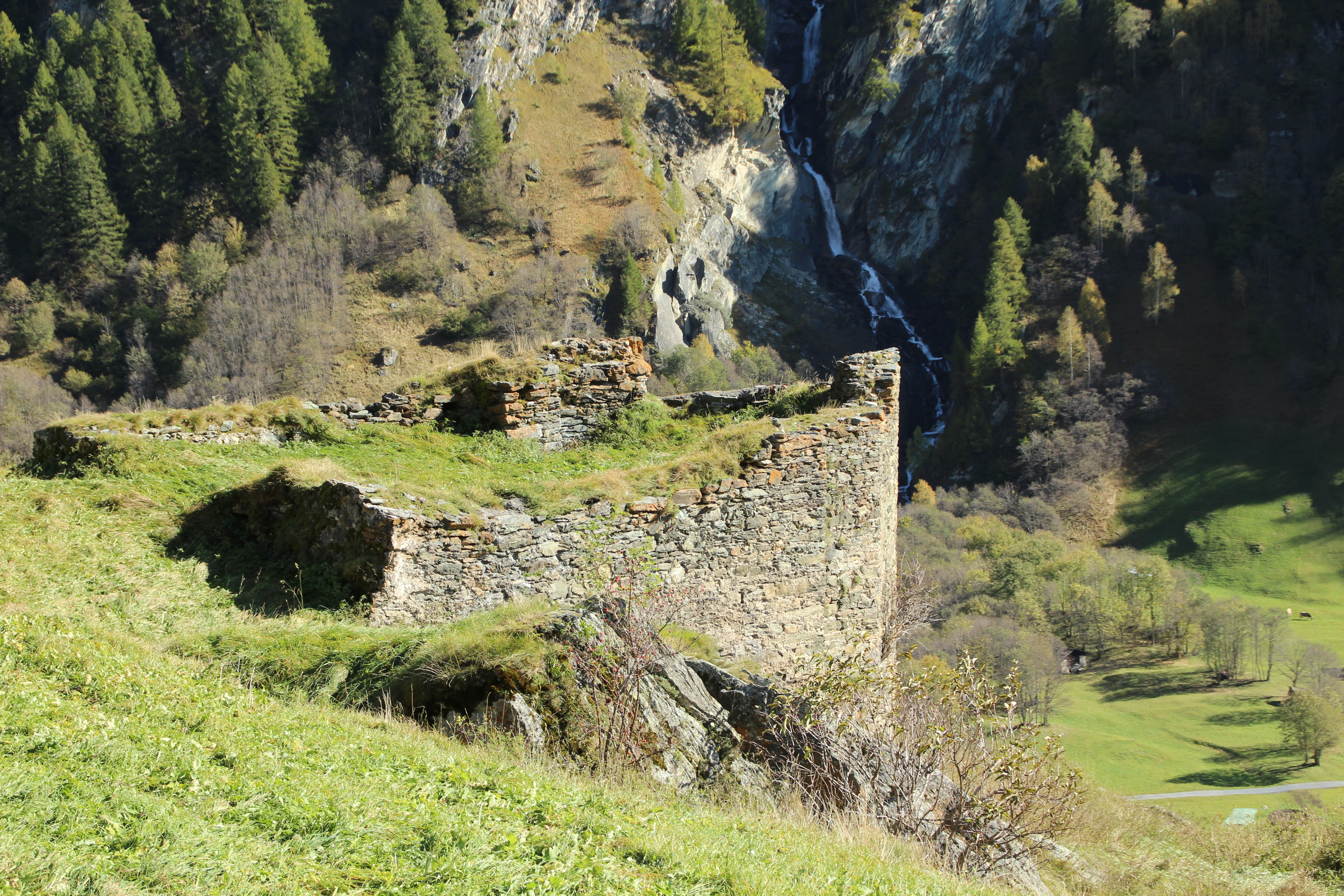
Ruine des Vorgängerbaus

Ein Vorgängerbau aus dem Beginn des 17. Jahrhunderts wird in einem Visitationsprotokoll von 1643 erwähnt. Die Kirche mit einem eingezogenen, dreiseitig geschlossenen Chor hatte ein nahezu quadratisches Schiff mit einer Länge von 6 Metern und einer Breite von 5,8 Metern. Sie wurde von einer Lawine zerstört. Ihre Ruinen liegen etwas unterhalb der heutigen Kirche.

## Heutiger Bau

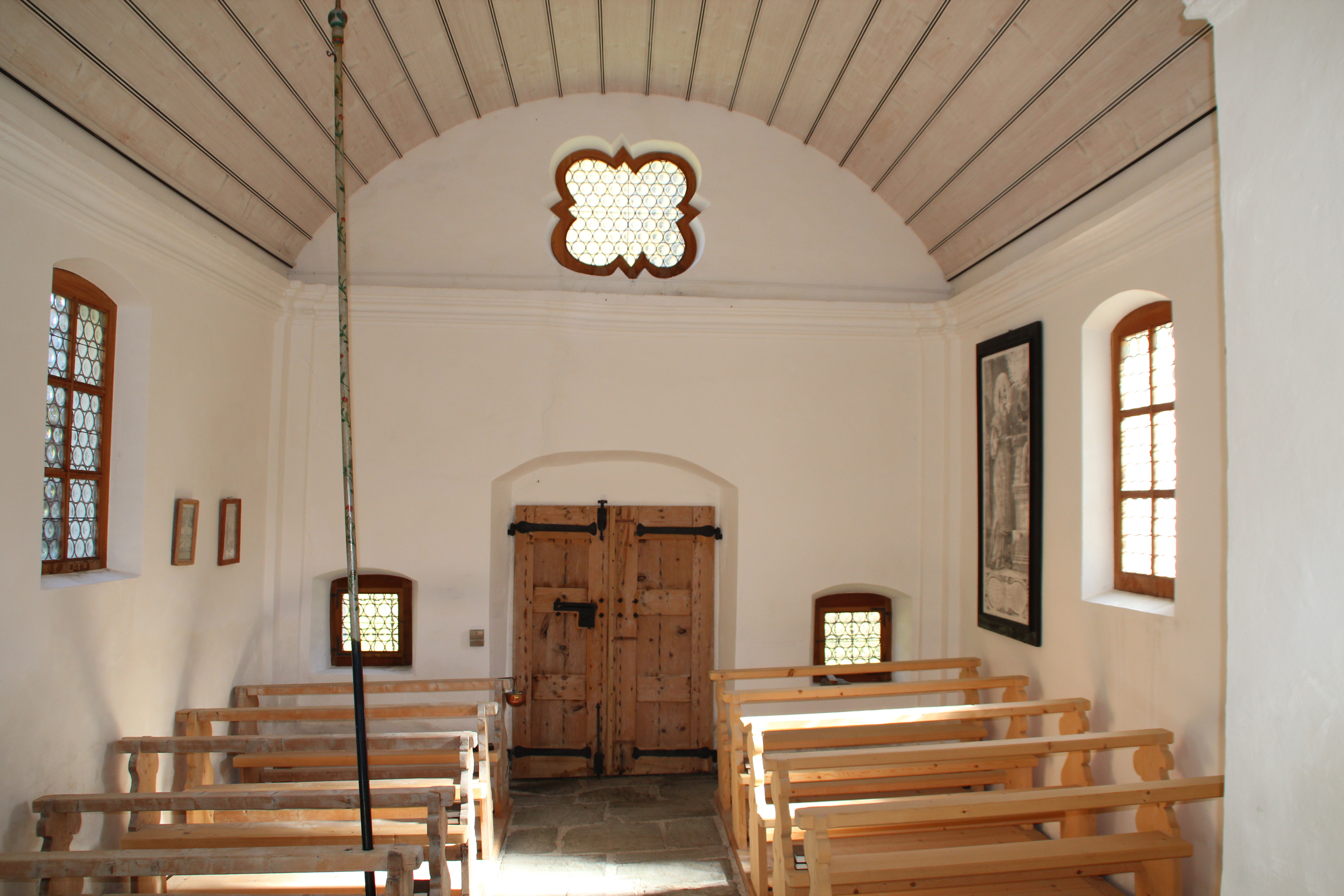
Innenraum, Blick zum Eingang

Die heutige Kapelle wurde zu Beginn des 19. Jahrhunderts gebaut. Schiff und Chor sind mit einem rippenlosen Kreuzgewölbe überdeckt, das Schiff zudem mit einer Holztonne. Das Schiff ist 5,5 Meter lang und 5 Meter breit.
Der Spätrenaissance-Altar soll noch aus der ersten Kapelle stammen. Er zeigt in einem Schrein die Muttergottes, links und rechts von ihr stehen die beiden Johannes. Die Umrahmung gleicht dem 1647 errichteten Sebastiansaltar in der Pfarrkirche. Im Giebelfeld steht der jugendliche lehrende Christus, zuoberst Gottvater und zwei Engelchen. Der Tabernakel stammt aus der Zeit um 1680.
An der Wand hängt ein grosser Stich mit einer Abbildung des St. Ignatius von Johann Georg Wolfgang aus Augsburg.
Die Inschrift auf der Glocke lautet: JOH. BAPTISTA UND HANS GEORG ERNST GOS MICH 1626. Das Glockenjoch stammt aus dem Jahr 1867.

## Bilder

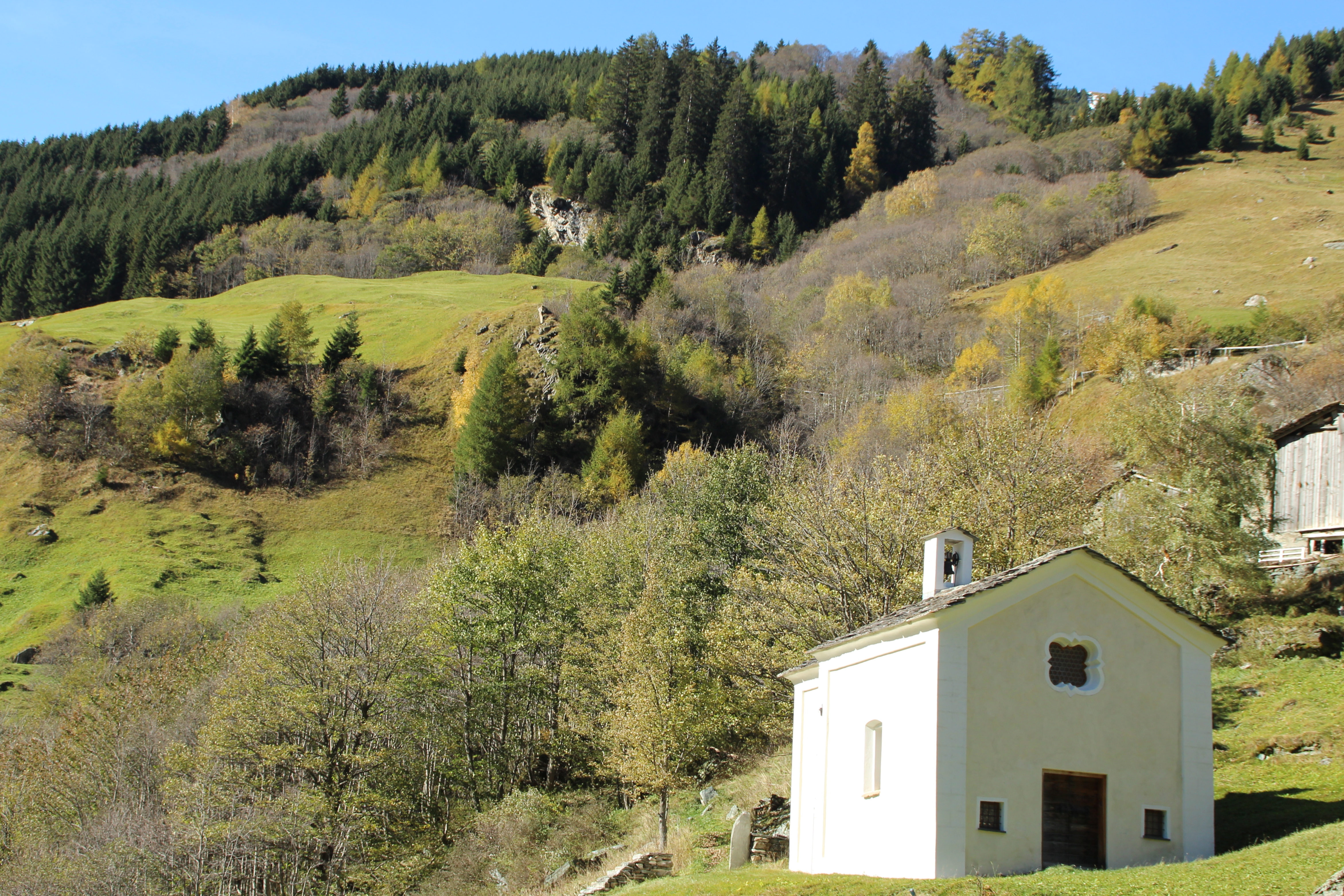
Neue Kapelle
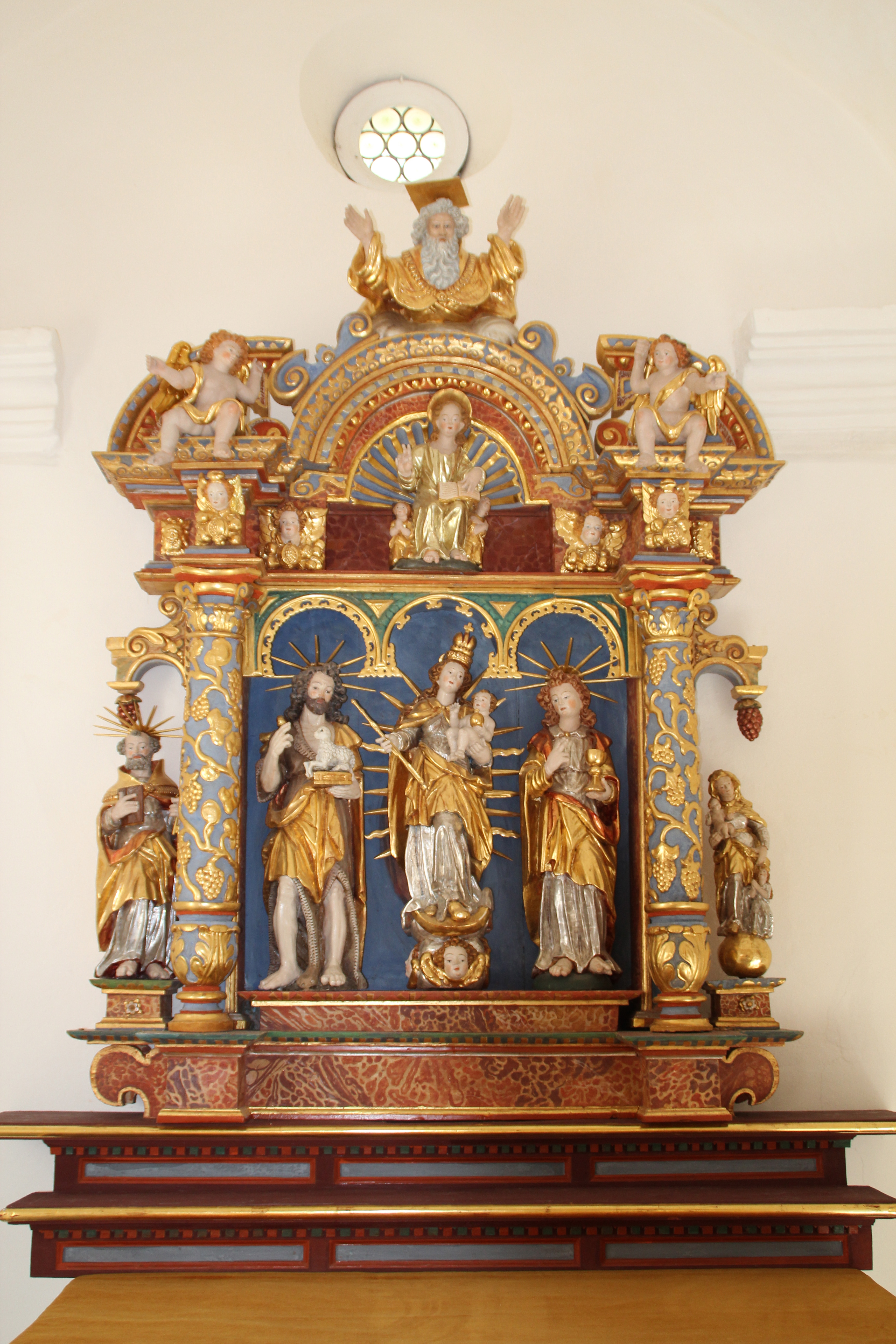
Altar
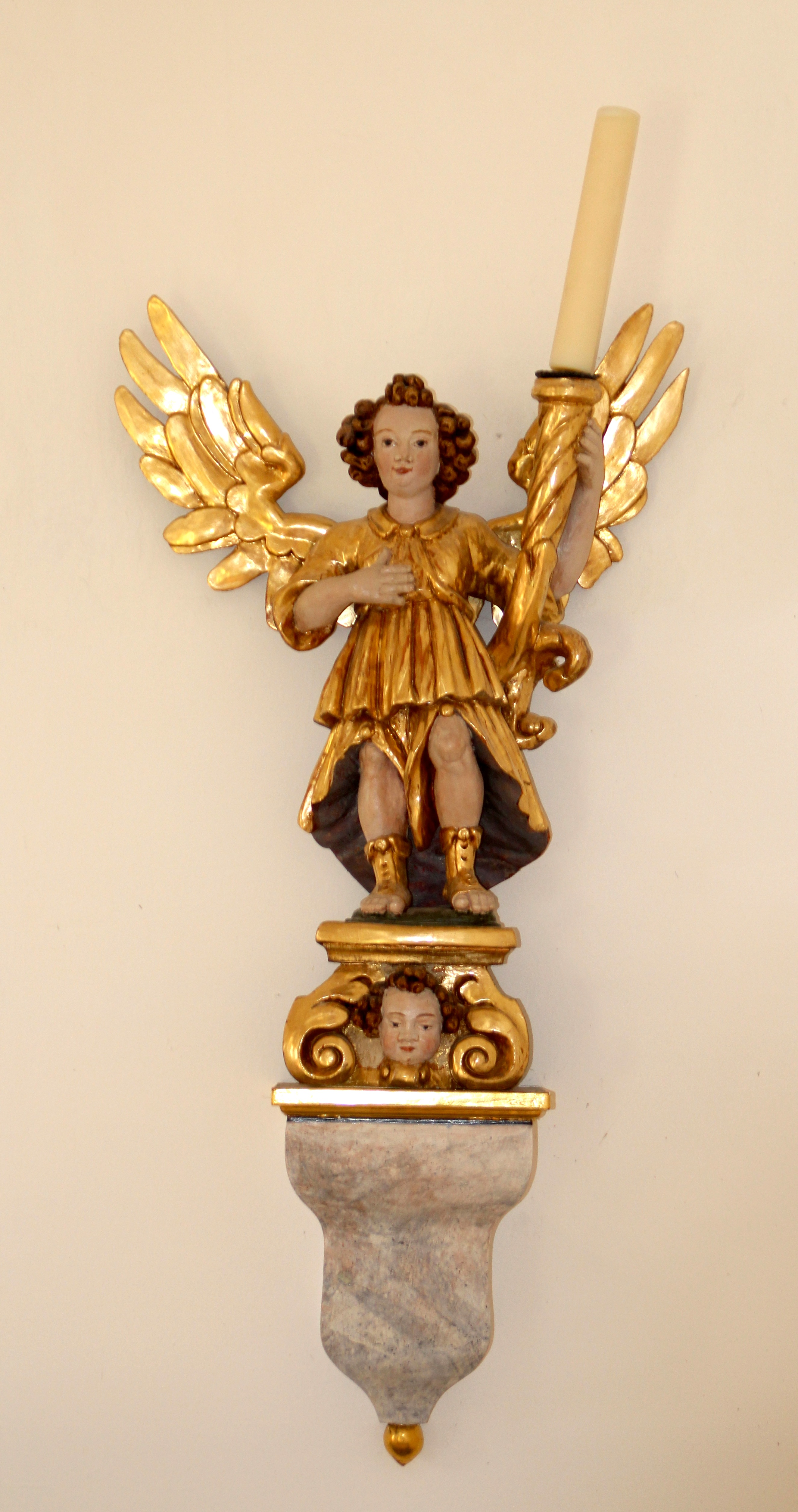
Engel
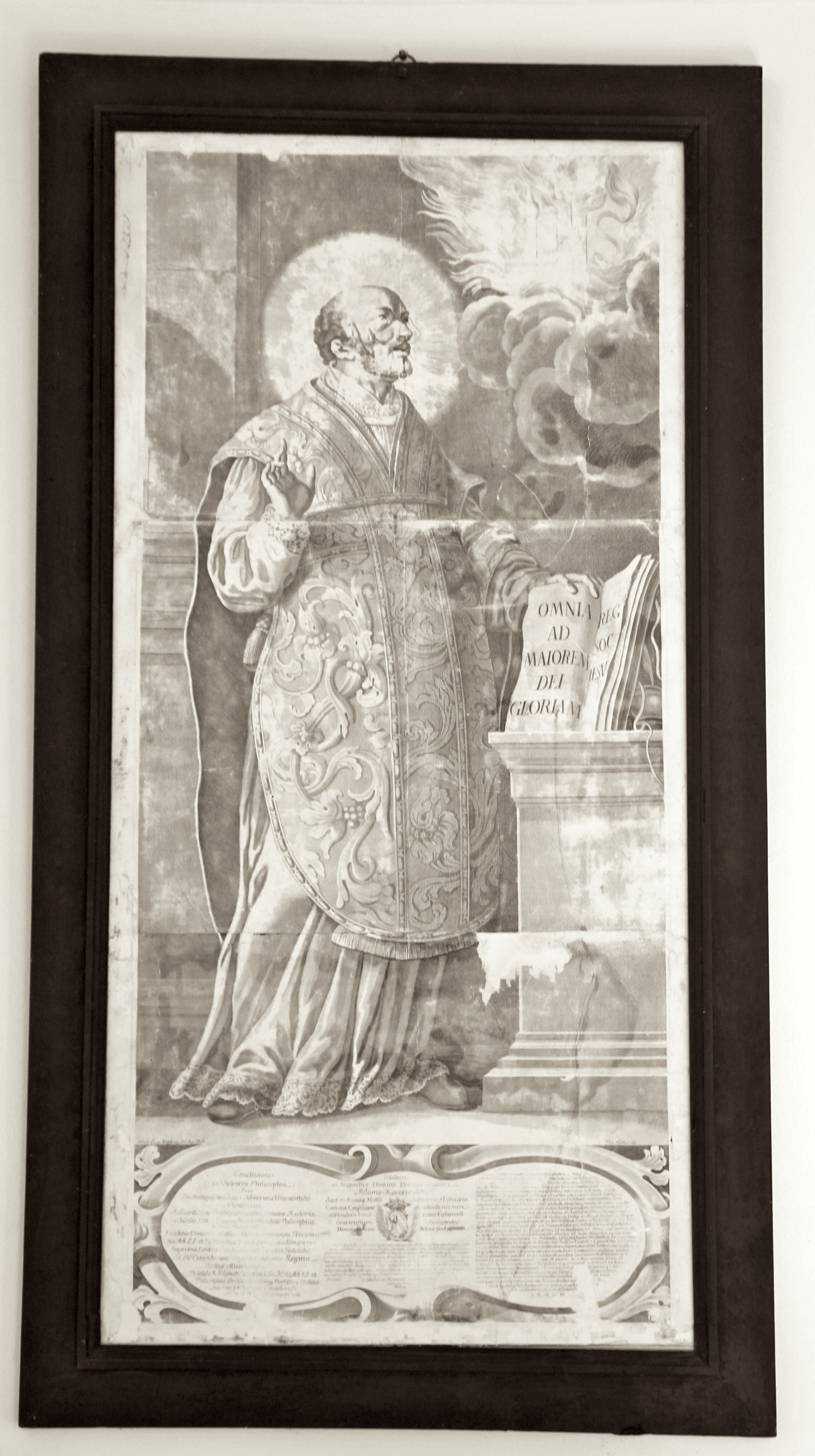
Stich mit Abbildung des hl. Ignatius